# Pogórze Bukowskie

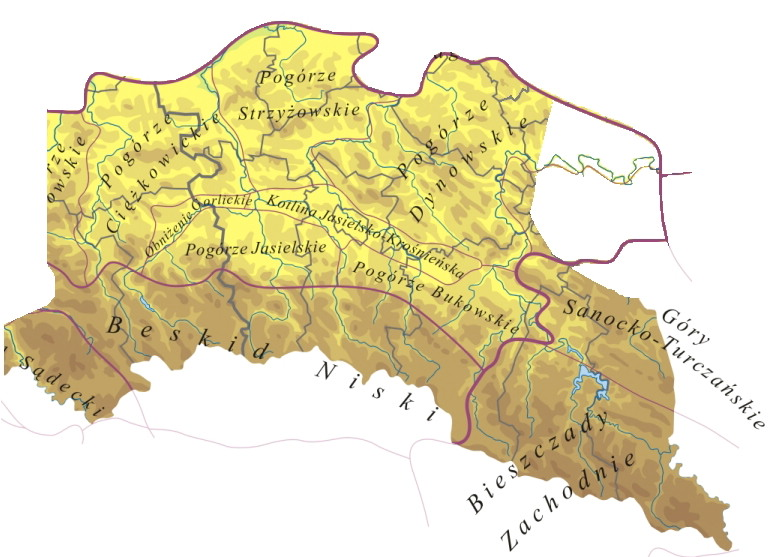
Pogórze Środkowobeskidzkie

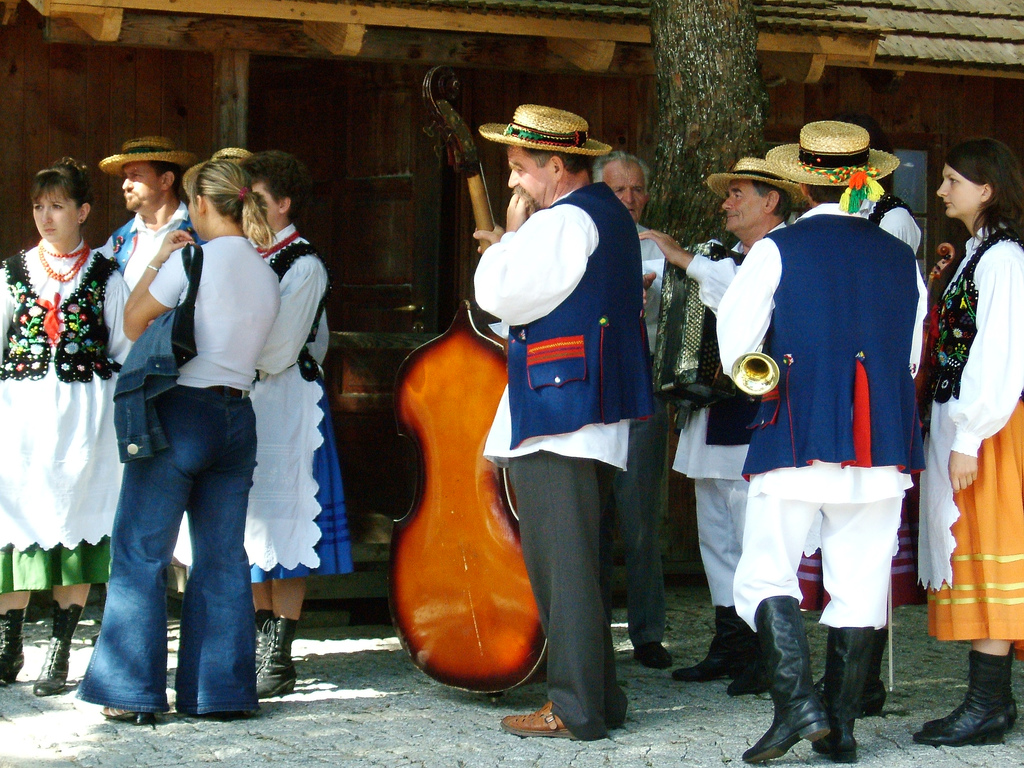
Kapela ludowa „Bukowianie” z Bukowska

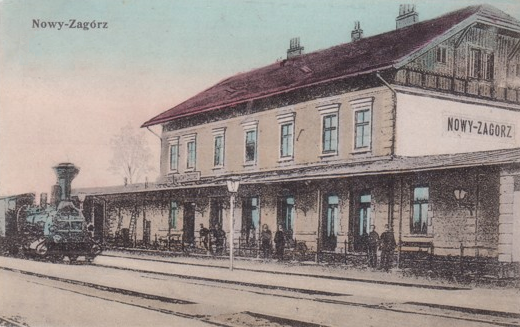
Dworzec kolejowy w Nowym Zagórzu, wygląd w 1915 r.

Pogórze Bukowskie (513.69) – mezoregion fizycznogeograficzny Pogórza Środkowobeskidzkiego w południowo-wschodniej Polsce.
Pogórze Bukowskie obejmuje pas wzgórz i kotlin o wysokościach na ogół od 300 do 500 m n.p.m., rozciągających się równoleżnikowo między Kotliną Jasielsko-Krośnieńską na północy a Beskidem Niskim na południu przez Pasmo Bukowicy. Na zachodzie Pogórze Bukowskie poprzez dolinę Jasiołki graniczy z Pogórzem Jasielskim. Na wschodzie Kotlina Sanocka oraz Góry Słonne oddzielają Pogórze Bukowskie od Gór Sanocko-Turczańskich i Bieszczadów Zachodnich. Region jest przecięty doliną górnego Wisłoka oraz Osławy. Gospodarkę leśną na tym obszarze prowadzą: Nadleśnictwo Brzozów, Rymanów i Lesko.

## Miejsca historyczne
Pogórze zasiedlone było już od czasów starożytnych – wykopaliska archeologiczne potwierdzają ślady kultury przeworskiej z II wieku n.e. Na terenie miejscowości Prusiek odkryto pierwsze cmentarzysko kultury przeworskiej w Karpatach, datowane na drugą połowę II wieku n.e. Prace wykopaliskowe prowadzone od 2000 roku ujawniły, że ludność, do której należało cmentarzysko, posiadała powiązania z wschodnią strefą kultury przeworskiej. Chronologicznie znaleziska z Prusieka są zgodne z przekazem Klaudiusza Ptolemeusza, mówiącym o przenikaniu pewnych grup Wandalów – Lakringów, Hasdingów i Wiktofalów na południe, na tereny dorzecza górnej Cisy. Można przypuszczać, że część ludności kultury przeworskiej stanowili Wandalowie, którzy na pewien czas w drodze na południe zasiedlali te tereny i założyli swą nekropolię w Prusieku, W miejscu największego przewężania Sanu, gdzie krzyżują się granice Pogórza Bukowskiego i Kotliny Sanockiej, przy ujściu Sanoczka do Sanu, u podnóża Gór Słonnych znajduje się drugie najstarsze wielokulturowe stanowisko archeologiczne w południowo-wschodniej Polsce tzw. Horodyszcze.
Po dawnej architekturze obronnej historycznej ziemi sanockiej na tym terenie zachowały się ślady zamków i dworów obronnych m.in. Sobień, Lesko, Sanok, Nowotaniec, Płonna i Zboiska.

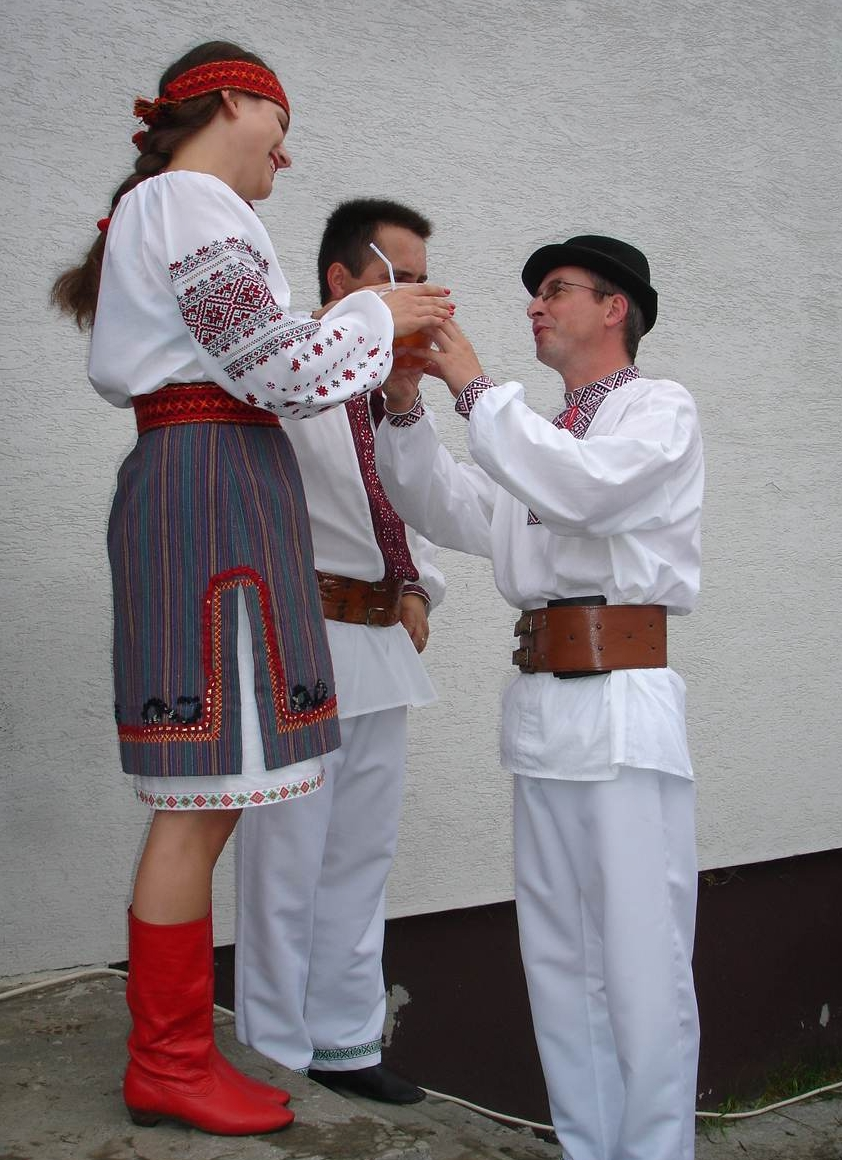
Zespół folklorystyczny ze wsi Mokre w strojach łemkowskich

W okresie I wojny światowej od 8 do 10 maja 1915 Pogórze było miejscem krwawych walk oddziałów, stron konfliktu. Rzeka Wisłok w górnym biegu na odcinku od Odrzechowej do Beska stanowiła linię oporu wojsk rosyjskich (m.in. kozaków dońskich) przed nacierającymi od zachodu pułkami austriacko-niemieckimi. W nocy z 9 na 10 maja pułki bośniackie usiłowały kilkakrotnie sforsować Wisłok w Besku, w miejscu gdzie rzeka płynie głębokim jarem. Cmentarz i pomnik upamiętniający ofiary wydarzeń z lat I wojny światowej znajduje się w Bukowsku.
We wrześniu 1944 podczas operacji dukielskiej na Pogórzu Bukowskim toczyły się ciężkie walki pomiędzy niemieckimi 96 i 68 dywizjami piechoty XXIV korpusu pancernego a radzieckim 67 korpusem piechoty oraz 167 i 129 korpusem strzelców 107 dywizji piechoty, nacierającymi od wschodu. Dowództwa zgrupowania wojsk niemieckich Generalleutnanta Richarda Wirtza znajdowało się w Bukowsku, natomiast Generalleutnanta Paula Scheuerpfluga w Woli Sękowej. Działały tu też m.in. oddziały partyzanckie Adama Winogrodzkiego z Poraża i Antoniego Żubryda z Niebieszczan.

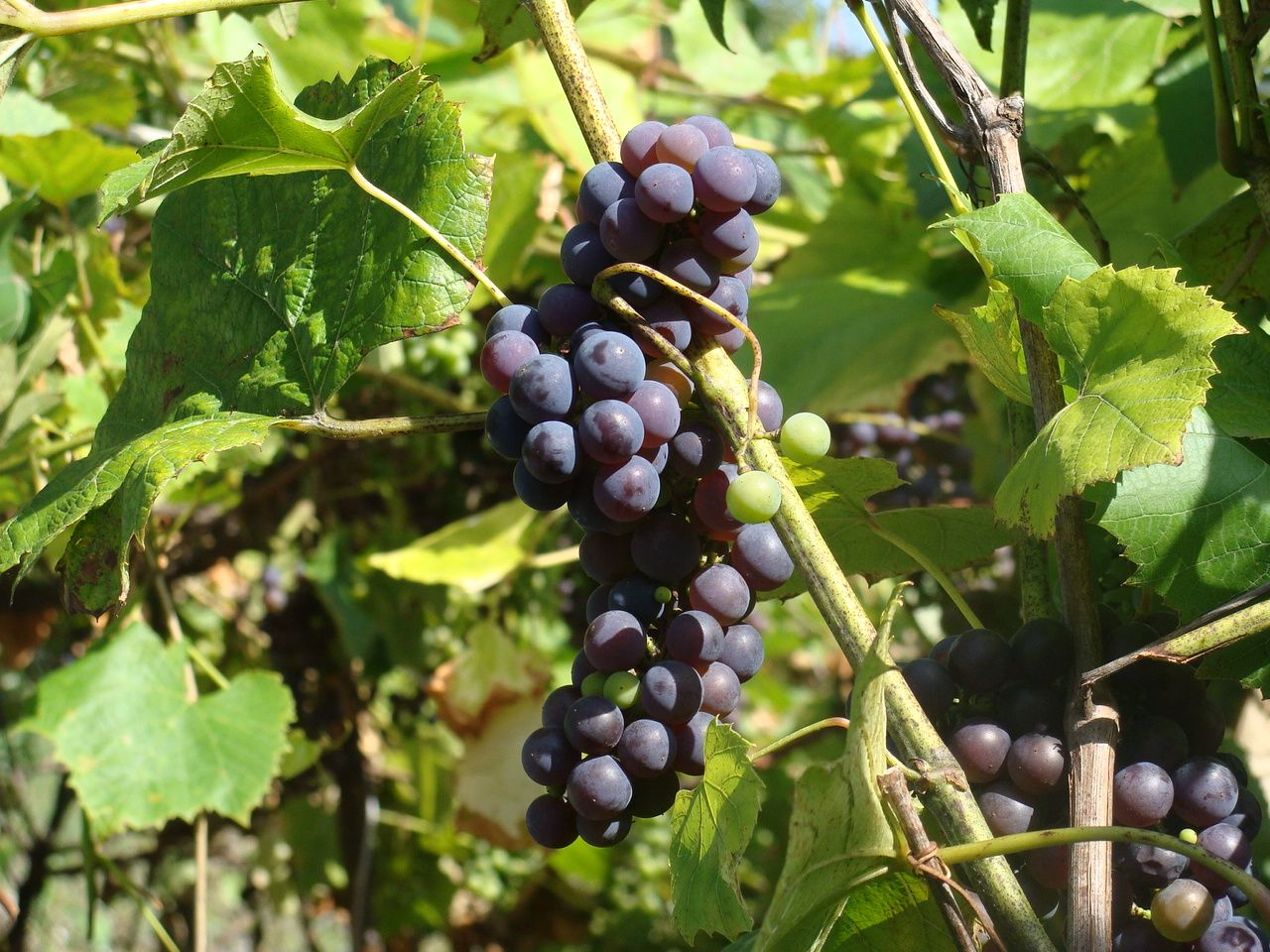
Dojrzewające czerwone winogrona – uprawiane w przydomowych pogórzańskich sadach. 30 sierpnia 2008

## Etnografia Pogórza
Obok takich miejscowości jak Bukowsko, Nowotaniec, Nagórzany czy Niebieszczany Pogórze do Operacji „Wisła” leżało na terenach południowego pograniczna kulturowego poza zasięgiem zwartego osadnictwa polskiego (wyspa językowa), otoczone wsiami z dominującą przewagą ludności rusińskiej.
Ludność polska posługiwała się dialektem sanockim, będącym gwarowym wariantem dialektu małopolskiego.
Do 1946 większość Pogórza zamieszkana była przez rusińskich Łemków. „Gdzie ich nazywano (1851), albo Sanockimi Góralami, albo też Lemkami, od przysłówka Lem, który używają, a który odpowiada co do znaczenia przysłówkowi „tylko”. Właśnie wśród tych Górali Sanockich czyli jak ich zwać chcą Lemków, leży ponad Osławą trzy wioski w niewielkiej odległości od siebie, gdzie w jednej mówią ludzie „Lem” w drugiej „Nem” w trzeciej „Łeż”, tem samym tedy prawem można by ich nazywać Lemkami, Memkami, i Łeżkami”. Rozproszone enklawy tej grupy etnicznej pozostały w dorzeczu Osławy m.in. w Mokrem, Szczawnem i Komańczy.
Pogórze Bukowskie od połowy XI wieku leżało na zachodnim pograniczu ziem Rusi Czerwonej, wraz z którą w 1340 zostało przyłączone do Królestwa Polskiego. Ziemie te po kolejnych najazdach tatarskich od XIII do XIV wieku pozostawały praktycznie niezamieszkane. Do ich kolonizacji na prawie wołoskim oraz polskim, prowadzonej głównie przez rody Balów i Herburtów, doszło dopiero na przełomie XIV i XV wieku. Osadnictwo wołoskie dało początek zamieszkującym te tereny grupom etnicznym wschodniosłowiańskiej proweniencji: Łemkom i Dolinianom obok których ukształtowała się również grupa polskich Pogórzan, w dawnej literaturze zwana Głuchoniemcami
W 1946 w okresie nasilonych walk ze zbrojną partyzantką ukraińską całkowitemu zniszczeniu uległo kilkanaście wsi polskich i ukraińskich leżących na obszarze Pogórza. W nocy z 4 na 5 kwietnia, sotnie UPA dokonały największego napadu na polskie miejscowości – Bukowsko oraz okoliczne wsie. Upowcy spalili wówczas większość budynków Bukowska, z których ocalał tylko kościół i kilka domów mieszkalnych. Ogółem banderowcy spalili tej nocy 420 zabudowań w Bukowsku, 125 domów w sąsiednim Nowotańcu i 110 budynków mieszkalnych w Nagórzanach, dach nad głową straciło w tym dniu ponad 3500 osób.
W roku 1947 w wyniku działań podjętych przez władze państwowe w ramach Akcji „Wisła” opuszczonych zostało kilkanaście wsi ukraińskich, łemkowskich i doliniańskich, po który pozostały do dziś ślady cmentarzy wiejskich, oraz cerkwiska. W latach 60. XX wieku wiele tych wsi np. Wola Piotrowa zostało ponownie zasiedlonych m.in. przez osadników ze Śląska Cieszyńskiego.

### Architektura
Pozostałości dawnej zabudowy dworskiej m.in. ; murowane parterowe dwory z XIX wieku w miejscowościach Tarnawa Górna, Markowce, Poraż, Wola Postołowa, Czaszyn (ruiny dworu zniszczonego w roku 1915), pozostałości parków dworskich w Woli Sękowej, Pisarowcach, Pielni, Pobiednie, Nadolanach i Zboiskach. Nad Sanem, na granicy Pogórza i Gór Słonnych znajduje się zamczysko Sobień.

### Miejscowości
- Brzozowiec,
- Bukowsko,
- Czaszyn,
- Czerteż,
- Dąbrówka,
- Karlików,
- Kulaszne,
- Markowce,
- Mokre,
- Morochów,
- Nadolany,
- Nagórzany,
- Niebieszczany,
- Nowotaniec,
- Odrzechowa
- Pielnia,
- Pisarowce,
- Płonna,
- Pobiedno,
- Poraż,
- Postołów,
- Prusiek,
- Ratnawica (nieistniejąca),
- Rudawka Rymanowska,
- Sanoczek,
- Szczawne,
- Tarnawa Dolna
- Tarnawa Górna,
- Wielopole,
- Wola Piotrowa,
- Wola Sękowa,
- Wysoczany,
- Zagórz
- Zboiska.

## Historia gospodarki
Pogórze Bukowskie jest jednym z najstarszych ośrodków górnictwa naftowego na świecie, kopalnie ropy naftowej istniały w takich miejscowościach jak Tokarnia, Morochów czy Mokre przed rokiem 1884.
W roku 1874 została ukończona linia kolejowa biegnąca przez Pogórze od Przełęczy Łupkowskiej znana jako Pierwsza Węgiersko-Galicyjska Kolej Żelazna. Stacje kolejowe znajdowały się w Komańczy, Szczawnem, Mokrem i Czaszynie oraz stacja węzłowa w Zagórzu. Łączyła ona prowincje Austro-Węgier leżące po dwóch stronach łańcucha karpackiego – Galicję i Węgry. Linia początkowo była jednotorowa (od 1896 r. – dwutorowa).
W Zarszynie oraz wsi Odrzechowa rozwinęła się hodowla bydła simentalskiego sprowadzonego ze Szwajcarii ponad 150 lat remu.

## Krajowa Wystawa Bydła Simentalskiego oraz Regionalny Championat Konia Huculskiego
Międzynarodowa impreza organizowana rokrocznie od roku 2000 w ramach cyklu „Pożegnanie lata”. Miejsce wystawy znajduje się w dolinie Wisłoka, gdzie rzeka tworzy zakole pod wysokim urwiskiem, pomiędzy wsiami Pastwiska i Puławy Dolne. Wystawcami zwierząt są głównie hodowcy z południowych powiatów województwa podkarpackiego. Wśród odwiedzających największą grupę stanowią Niemcy, Czesi, Słowacy i Węgrzy. Gośćmi wystawy w roku 2008 byli m.in. pochodzący z Odrzechowej prezes Polskiego Związku Hodowców Koni dr. inż. Władysław Brejta oraz dr Josef Kočera – dyrektor Federacji Hodowców Bydła Simentalskiego w Republice Czeskiej, który pełnił również funkcję głównego sędziego zawodów; poseł Jan Bury, Eugeniusz Kłopotek, marszałek województwa podkarpackiego, sanocki starosta powiatowy oraz wojewoda podkarpacki i wielu innych. Wystawie towarzyszy pokaz najnowszych maszyn i urządzeń rolniczych.

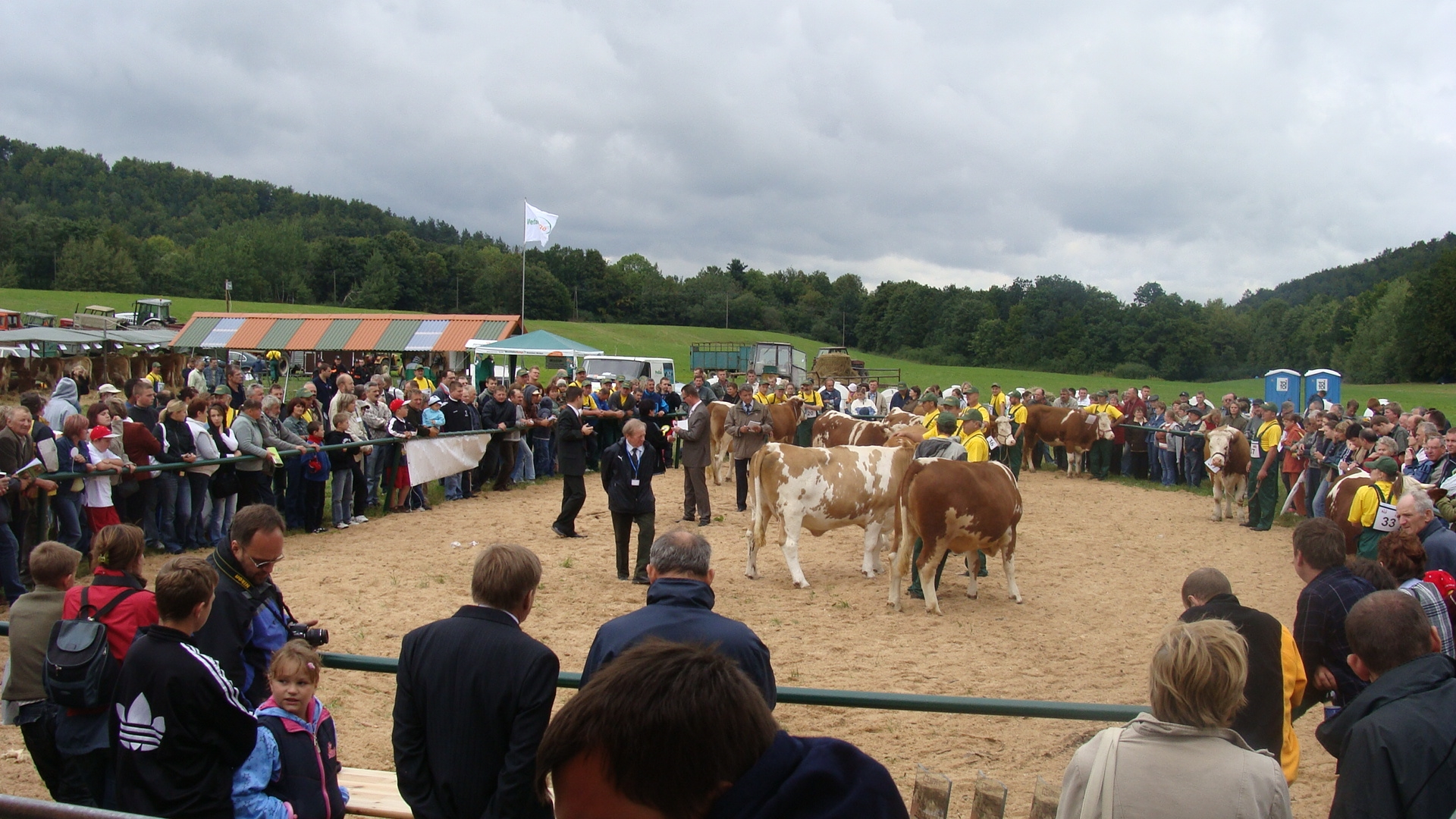
III Krajowa Wystawa Bydła Simentalskiego. Krowy na wybiegu.
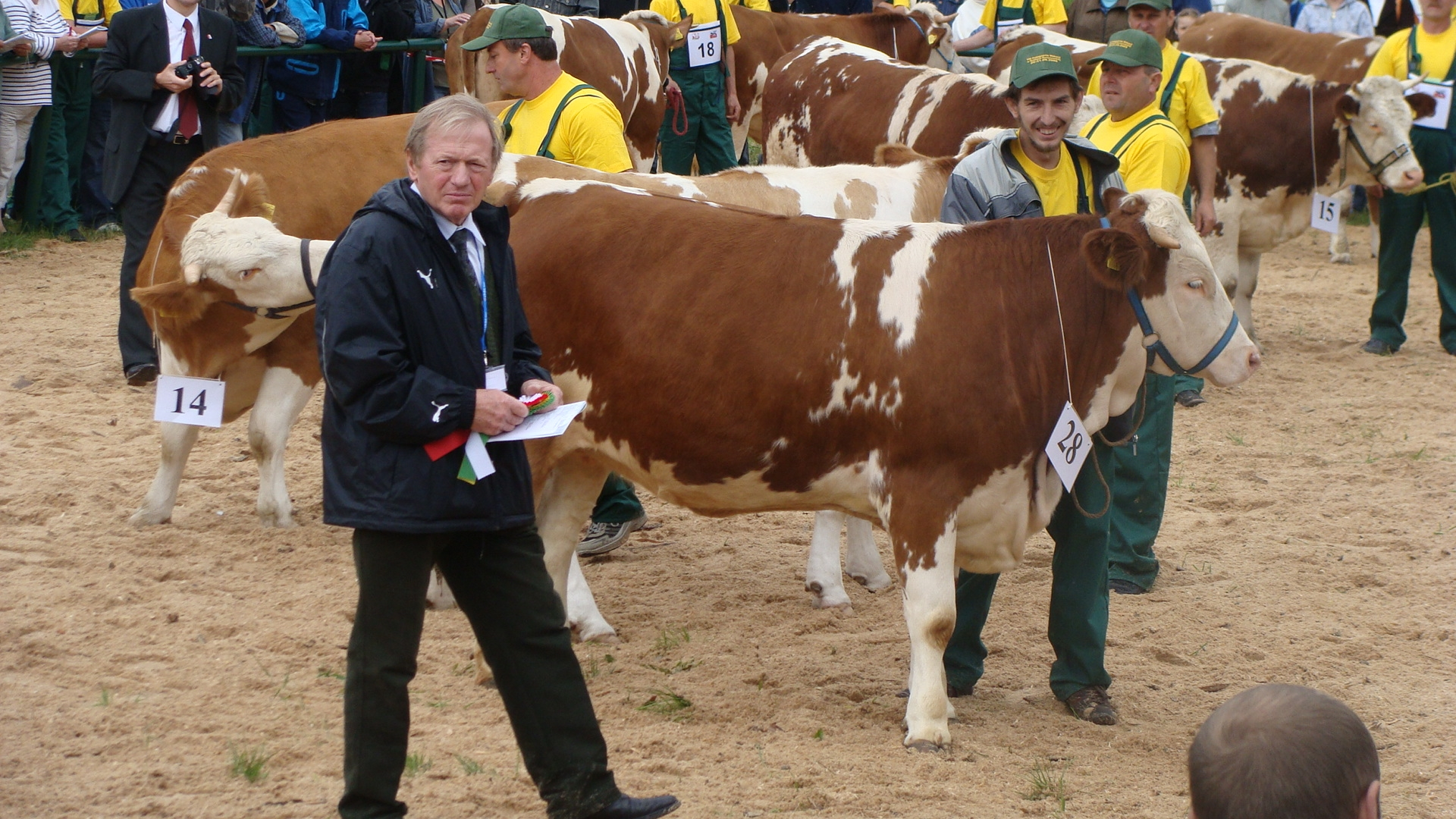
III Krajowa Wystawa Bydła Simentalskiego. Krowa „champion” 2008.
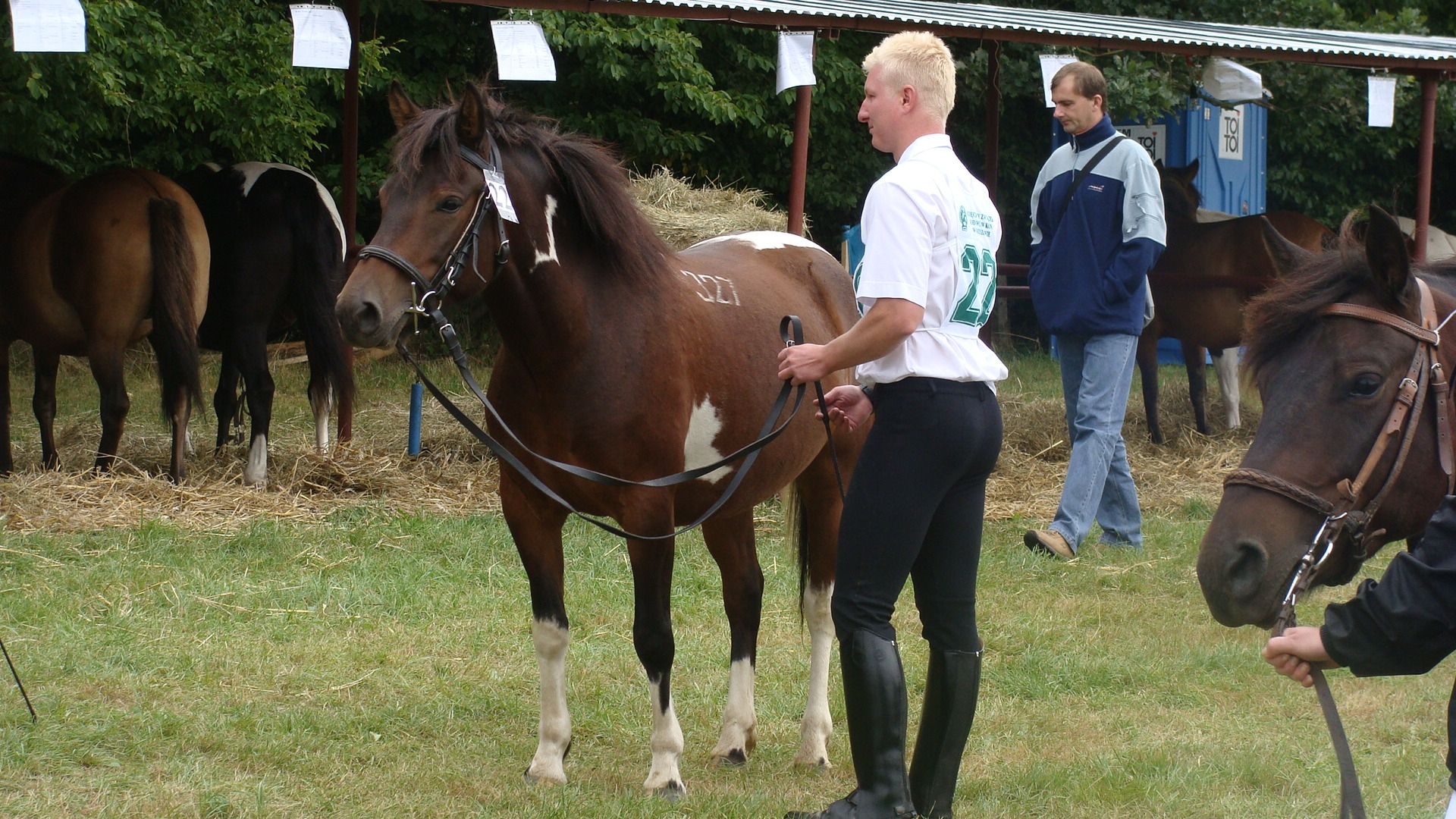
Regionalny Championat Konia Huculskiego w Rudawce Rymanowskiej 2008
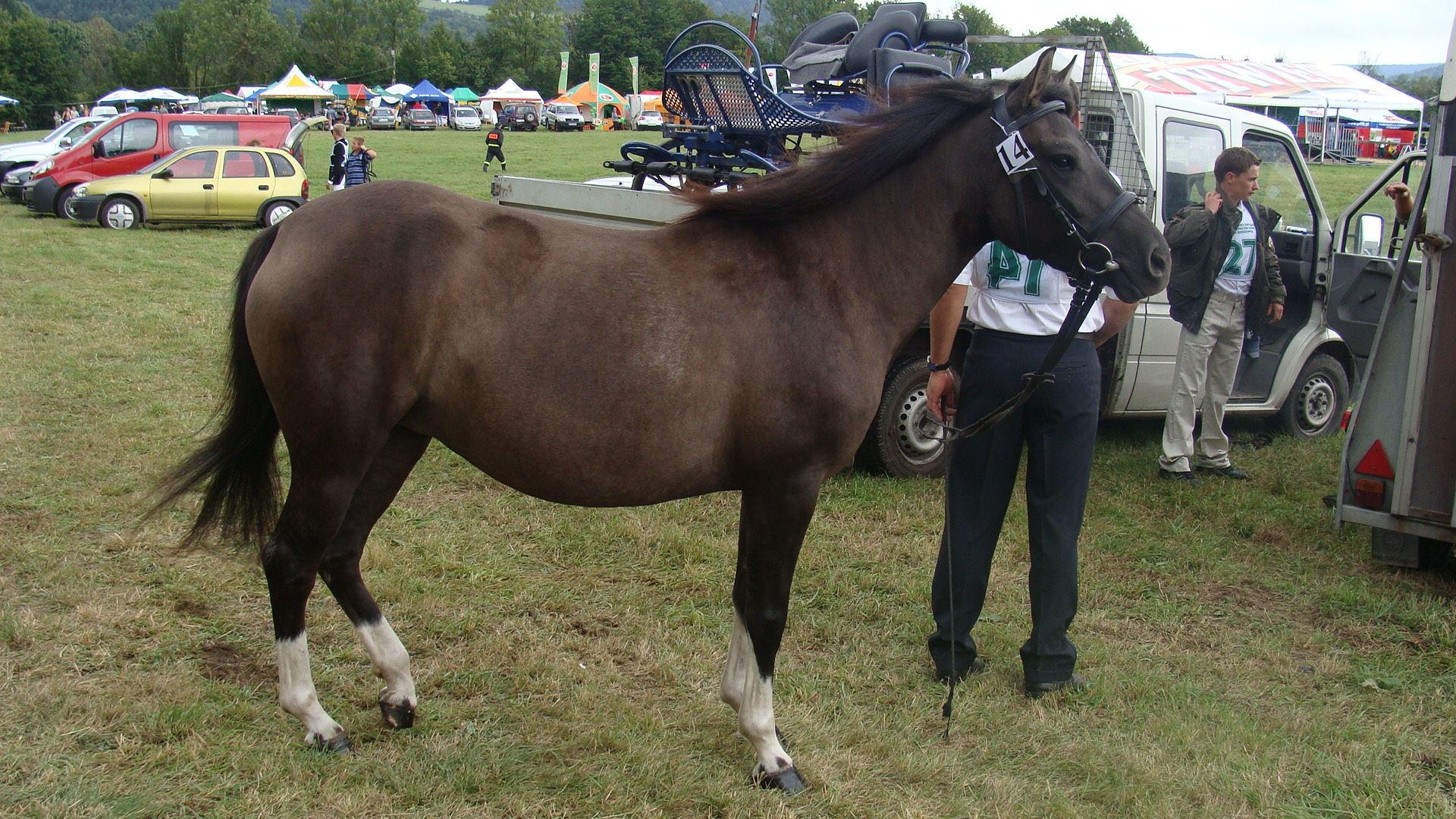
Regionalny Championat Konia Huculskiego w Rudawce Rymanowskiej. 2008

## Rezerwaty i parki przyrodnicze
Na pogórzu Bukowskim leżą Jaśliski Park Krajobrazowy oraz rezerwaty przyrody:
- Kamień nad Rzepedzią,
- Przełom Osławy pod Mokrem,
- Bukowica,
- Źródliska Jasiołki.

## Turystyka

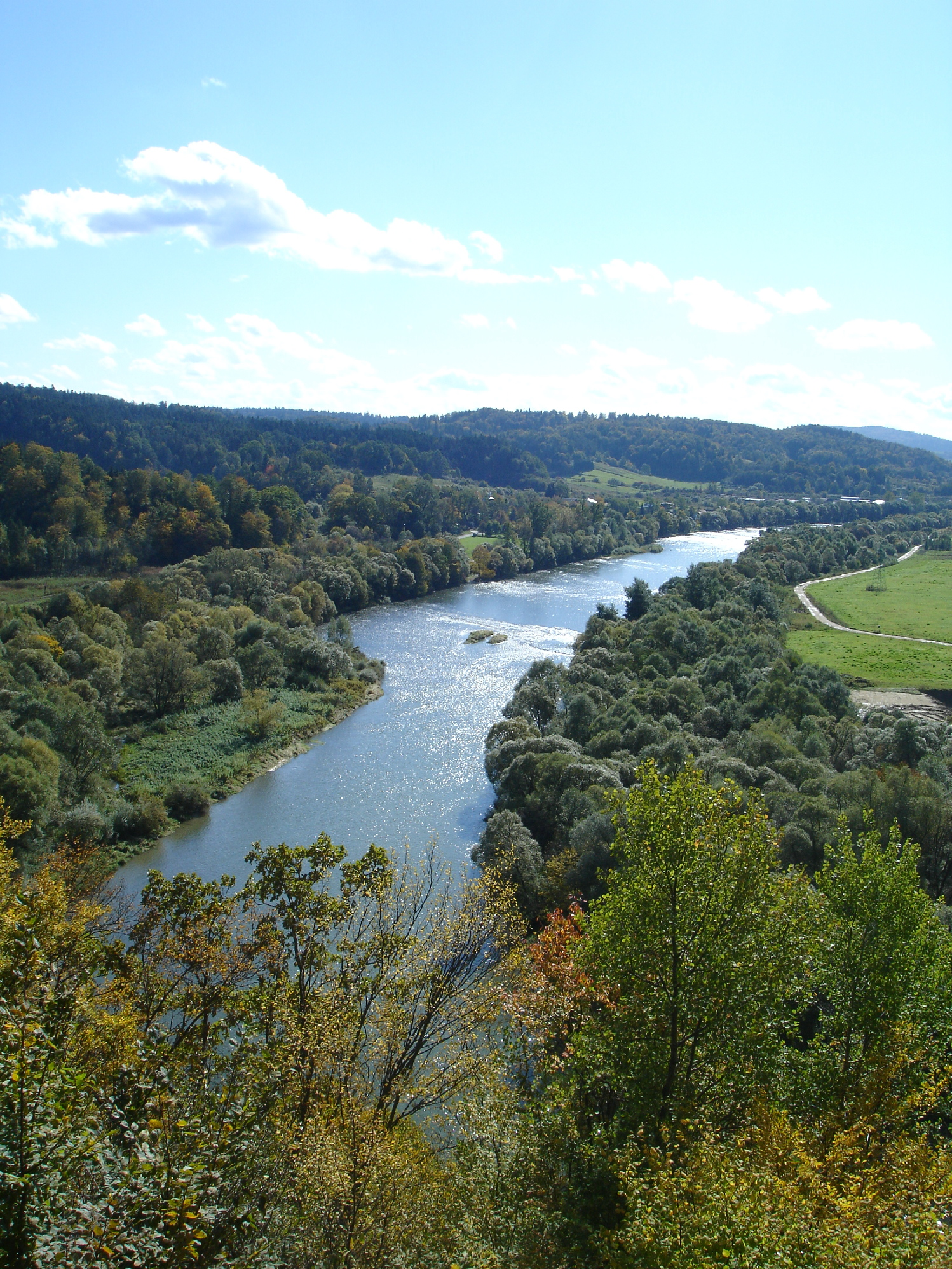
Rzeka San w Załużu, rozdziela Pogórze Bukowskie od Gór Słonnych

Przez Pogórze przebiega rowerowy i pieszy szlak śladami dobrego wojaka Szwejka. Ponadto prowadzą tędy szlaki piesze:
- Iwonicz-Zdrój – Rymanów-Zdrój – Puławy – Tokarnia (778 m n.p.m.) – Przybyszów – Kamień (717 m n.p.m.) – Komańcza (Główny Szlak Beskidzki)
- 1 km poniżej szczytu Pasmo Bukowicy przecina  Kanasiówka (823 m n.p.m.) – Wisłok Wielki – Tokarnia (778 m n.p.m.), 1 km poniżej szczytu – Wola Piotrowa
- Komańcza – Dołżyca – Garb Średni (822 m n.p.m.) – Kanasiówka (823 m n.p.m.) – Moszczaniec – Surowica – Darów – Puławy Górne – Besko

W Karlikowie, Puławach Górnych działają wyciągi narciarskie.
Przez Pogórze przebiega Europejski długodystansowy szlak pieszy E8.
Gospodarstwa agroturystyczne istnieją w miejscowościach Puławy, Tokarnia, Nagórzany, Nadolany, Nowotaniec, Bukowsko, Wola Sękowa, Wola Piotrowa, Karlików, Płonna, Szczawne, Rzepedź, Lesko, Zagórz, Poraż, Wysoczany, Zboiska, Pobiedno, Lesko, Kulaszne, Wysoczany, Czaszyn.

## Grupy etnograficzne
- Pogórzanie wschodni
- Łemkowie
- Dolinianie